# La Ciudad Blanca

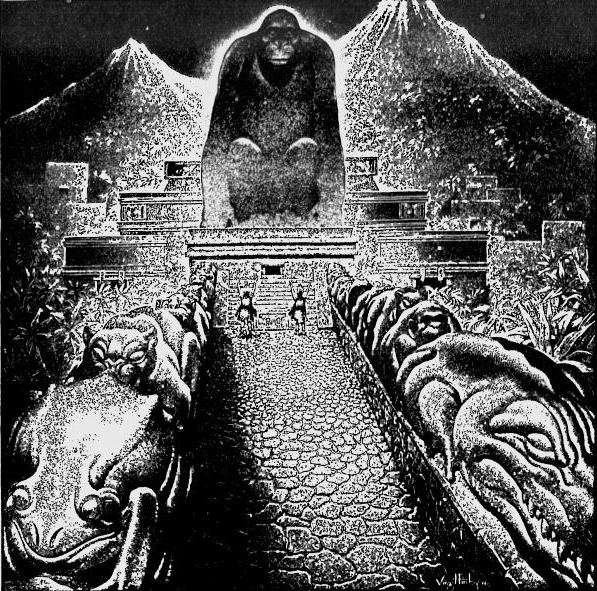
Een illustratie door Virgil Finlay voor The American Weekly met een voorstelling van de tempel van Mordes 'Lost City of the Monkey God' (verloren stad van de aapgod). Deze vermeende stad werd met Ciudad Blanca in verband gebracht.

La Ciudad Blanca (de Witte Stad, Pech: Kahã Kamasa) is een legendarische vestiging, die zich in het gebied La Mosquitia zou bevinden van het departement Gracias a Dios in Oost-Honduras.
Het biosfeerreservaat Río Plátano maakt deel uit van dit uitgestrekte regenwoudgebied en er wordt al lange tijd onderzoek verricht. Archeologen noemen het het Isthmo-Colombiaanse gebied van de Amerika's met de taalfamilies van de Chibcha en Misumalpan. Er bestaan veel varianten van het verhaal van Ciudad Blanca in het gebied en de meeste professionele archeologen betwijfelen of het wel een echte vestiging is en nog meer of het een stad is uit de precolumbiaanse periode. Er zijn veel grote sites in de omgeving en er kan niet worden bewezen of een ervan de legendarische stad is.
In de 20e eeuw zijn er 200 archeologische sites in La Mosquitia ontdekt, van grote complexe vestigingen tot verspreide artefacten en petrogliefen. De oude bewoners van La Mosquitia zijn een van de minst bekende culturen in Centraal Amerika, waarvan de meest intensieve bouwperiode lag tussen 800 en 1250. Tot op heden zijn er slechts weinig systematisch in kaart gebracht en wetenschappelijk onderzocht. De legende van Ciudad Blanca is een populair element in de folklore van Honduras.

## Geschiedenis
De Spaanse conquistador Hernán Cortés kreeg 'betrouwbare informatie' binnen over 'steden en dorpen' met enorme rijkdom in Honduras, maar kon de plaatsen nooit lokaliseren.
In 1927 maakte de vliegenier Charles Lindbergh melding van een 'witte stad', die hij zou hebben gezien toen hij over Oost-Honduras vloog. 
Eduard Conzenius, een etnograaf uit Luxemburg, was in 1927 de eerste academicus die in zijn verslag over het Pechvolk sprak van de ruïnes van Ciudad Blanca.  Hij vertelde de Society of Americanists dat de ruïnes 25 jaar eerder gevonden waren door iemand die naar rubber zocht, maar verdwaalde in het gebied tussen de rivieren Paulaya en Plátano. De plek werd Ciudad Blanca genoemd vanwege de gebouwen en een muur van witte steen. 
Theodore Morde en Laurence C. Brown zouden in 1940 een stad hebben ontdekt tussen de rivieren Paulaya en Plátano, van een agrarische samenleving van het Chorotegavolk. Morde, een Amerikaanse avonturier en later spion, was door George Gustav Heye ingehuurd voor de expeditie. Er zou, volgens Mordes Paya-gidsen, een tempel zijn geweest met een lange trap die naar een groot beeld van een aapgod leidde. Daarom werd de stad door Morde 'Lost City of the Monkey God' (verloren stad van de aapgod) genoemd. Volgens zijn gidsen zou de stad 1000 jaar of langer geleden door de Chorotega's (uit Cholula in Manguetaal) of Cholulateca's (in Nahuat) zijn bewoond. 
Morde vertelde ook een verhaal over een aap die drie vrouwen ontvoerde en gemeenschap met hen had. Dit resulteerde in kinderen die half aap-half mens waren. De inheemse naam voor aap was, volgens Morde, Urus, vertaald 'zonen van harige mensen'. Volgens journalist Wendy Griffin herhaalden Nahuat-sprekers vele jaren later een soortgelijk verhaal aan antropoloog James Taggart. Volgens Morde werd er uit wraak op de hybride kinderen gejaagd. In de Nahuat versie groeide het kind op om Nahuehue, een dondergod, te worden. 
Morde en Brown brachten duizenden artefacten mee terug, de meeste ervan kwamen terecht in de collectie van het Heye Foundation Museum of the American Indian in New York, waaronder stone blades, een fluit, stenen beelden en stenen gereedschap. Morde en Brown zeiden ook bewijzen te hebben gevonden van de aanwezigheid van goud, zilver, platina en olie. De artefacten bevinden zich tegenwoordig in het National Museum of the American Indian in Washington.
Morde beloofde in januari 1941 naar Honduras terug te keren om verder studie te doen en 'de stad' op te graven, maar dat deed hij niet. Hij overleed in 1954, vermoedelijk was het zelfmoord. Hij haalde nooit de fondsen bij elkaar om naar het gebied terug te keren. Hij maakte de nauwkeurige locatie van zijn 'ontdekking' nooit openbaar.  
Latere auteurs waaronder de journalisten Christopher Stewart en Douglas Preston brachten Mordes City of the Monkey God in verband met Ciudad Blanca. Volgens Prestons boek The Lost City of the Monkey God (2017), waarin hij Mordes reisverslagen aan het licht bracht, was Mordes bewering de Verloren Stad te hebben gevonden verzonnen en was Mordes en Browns zoektocht slechts een dekmantel voor een geheime jacht naar goud, bij een zijrivier van de Rio Blanco. Volgens de verslagen waren de artefacten haastig aan de kust verzameld. 
In de jaren 1990 zochten verschillende onderzoekers naar de stad. In 2009 probeerde de auteur Christopher Stewart de reis van Morde terug te volgen met de hulp van archeoloog Christopher Begley. Hij schreef er over het boek Jungleland (2013).
In mei 2012 werd de pers voorgelicht door een team onder leiding van documentairemaker Steve Elkins en de Hondurese regering over  remote sensing onderzoek met gebruik van LiDAR. Met LiDAR werden twee grote vestigingen opgespoord, een was zo groot als het centrum van Copán. Opnieuw was er in 2015 melding van de ontdekking van Ciudad Blanca, op basis van het LiDAR-onderzoek van 2012. Het bleek om een precolumbiaanse stad te gaan.